# 白只
白只（Michael Ning，1979年11月5日—），原名凌智豪，香港吉他手、演員。

## 簡歷
畢業於中華基督教會協和小學（1991年上午校）、賽馬會官立中學及香港演藝學院戲劇學院，獲藝術學士（榮譽）學位，主修表演，是香港男子戲劇表演組合暨獨立樂隊朱凌凌成員，職位是吉他手，同時活躍於舞台劇場表演和樂團演出。
曾憑舞台劇《情迷老闆娘》獲提名香港舞台劇獎最佳男配角。2007年，其所屬樂團朱凌凌獲得叱咤樂壇流行榜頒獎典禮叱咤樂壇生力軍組合銀獎、新城勁爆頒獎禮新城勁爆新登場組合及第八屆華語音樂傳媒大獎最佳新樂團。2015年憑電影《踏血尋梅》獲得第19屆富川國際奇幻電影節特別表揚男演員獎，並同時獲得第52屆金馬獎及第35屆香港電影金像獎最佳男配角和最佳新演員提名，最終獲得金馬獎男配角獎、金像獎最佳男配角和最佳新演員。
白只的前女友是同為藝人的顏卓靈，二人於2016年承認戀情，但年紀相差14年，一直不被外界看好，結果在2023年分手。

## 藝名由來
當年他無心插柳入讀香港演藝學院，對戲劇全無認識，完全是一張白紙，故以“白紙”為藝名，其後嫌「紙」字筆劃太多，索性改為“白只”。

## 音樂作品
- 2007年《Stage Dive》
- 2009年《GOODBYE BADBYE》

### 派台歌曲成績
註：組合名義的派台歌，請參閱朱凌凌之頁面。
| 派台歌曲成績 | 派台歌曲成績 | 派台歌曲成績 | 派台歌曲成績 | 派台歌曲成績 | 派台歌曲成績 | 派台歌曲成績                          |
| ------------ | ------------ | ------------ | ------------ | ------------ | ------------ | ------------------------------------- |
| 大碟         | 歌曲         | 903          | RTHK         | 997          | TVB          | 備註                                  |
| 2017年       |              |              |              |              |              |                                       |
|              | 雙截龍       | 11           | -            | -            | -            | 與張繼聰合唱 電影《今晚打喪屍》主題曲 |
| 2020年       |              |              |              |              |              |                                       |
|              | 輕勾         | -            | -            | -            | -            | 與張繼聰、朱栢康合唱                  |

| 各台冠軍歌總數 | 各台冠軍歌總數 | 各台冠軍歌總數 | 各台冠軍歌總數 | 各台冠軍歌總數    |
| -------------- | -------------- | -------------- | -------------- | ----------------- |
| 903            | RTHK           | 997            | TVB            | 備註              |
| 0              | 0              | 0              | 0              | 四台冠軍歌總數：0 |

（*）表示上榜中

## 舞台劇作品
- 《等死研究所》
- 《男人老狗之狗唔狗得起》（首演及甲申版）
- 《架勢堂》
- 《係o既，特首》（兼任副導演）
- 《雪夜頌》
- 《香港電影第一Take─黎民偉‧開麥拉!》
- 《十一隻貓》
- 《靈機一觸》
- 《情敵》
- 《家》
- 《情迷老闆娘》
- 《好好心．分分手》
- 《狂人日記》
- 《All in the Timing》
- 《小人國3之小人三國》
- 《小人國4》
- 《修羅場》
- 《紅海人．藍海戰》
- 《搏到單車變摩托@真的散Band了》
- 《仲夏夜之夢》
- 《再．見理想BEYOND》
- 《詹瑞文棟篤SHOW:笑林十八窮人》
- 《花心大丈夫2》
- 《謀殺現場》
- 《小人國5》
- 《味之素》
- 《夏風夜涼》
- 《騷眉勿擾》
- 《三日月》
- 《大辭職日》[8]
- 《大MK日》
- 《消極之鬼》
- 《SUCK樂園》
- 《消極之鬼2》

## 電影作品
- 2006年《打雀英雄傳》飾 麻雀王大賽司儀
- 2015年《踏血尋梅》飾 丁子聰
- 2017年《今晚打喪屍》飾 牛山龍
- 2017年《白色女孩》
- 2018年《大樂師·為愛配樂》飾 肥山
- 2019年《你咪理，我愛你！》飾 朱家聽
- 2019年《再見UFO》
- 2021年《手捲煙》飾 辣雞
- 2021年《梅艷芳》飾 黎小田
- 2022年《忽然心動》飾 龐江
- 2023年《超神經械劫案下》飾 和尚
- 2023年《風再起時》飾 肥B（青年）
- 2023年《斷網》飾演
- 2023年《別叫我“賭神”》飾 肥狗
- 2023年《無間一戰》飾 IT達
- 2023年《金手指》飾 任沖
- 2024年《盜月者》飾 渠王
- 2024年《臥底的退隱生活》
- 2024年《破·地獄》飾 黎先生
- 待上映《任性的你》
- 待上映《一個部門的誕生》

## 電視作品

### 香港電台
- 2015年：《那些年‧那些歌》（第5集《他的歌聲和他們的一些事情》（林子祥篇））

### 毛記電視
- 2016年：《歡樂滿些牙》（真．係笑話）

### ViuTV
- 2017年：《午夜伴廊》飾演 Gordon（歌廳駐場樂隊隊長）
- 2023年：《Food Buddies》飾演 阿強

## 音樂錄影帶作品
- 2016年：方大同《悟空》

## 奬項紀錄

### 音樂獎項
- 2007年叱咤樂壇流行榜頒獎典禮叱咤樂壇生力軍組合銀獎
- 2007年新城勁爆頒獎典禮新城勁爆新登場組合
- 2007年第八屆華語音樂傳媒大獎最佳新樂團

### 電影獎項
| 獎項名稱                     | 獎項             | 作品名稱     | 結果 |
| ---------------------------- | ---------------- | ------------ | ---- |
| 第19屆富川國際奇幻電影節     | 特別表揚男演員獎 | 《踏血尋梅》 | 獲獎 |
| 第52屆金馬獎                 | 最佳新演員       | 《踏血尋梅》 | 提名 |
| 第52屆金馬獎                 | 最佳男配角       | 《踏血尋梅》 | 獲獎 |
| 第22屆香港電影評論學會大獎   | 最佳男演員       | 《踏血尋梅》 | 獲獎 |
| 第10屆香港電影導演會年度大獎 | 最佳新演員       | 《踏血尋梅》 | 獲獎 |
| 第35屆香港電影金像獎         | 最佳新演員       | 《踏血尋梅》 | 獲獎 |
| 第35屆香港電影金像獎         | 最佳男配角       | 《踏血尋梅》 | 獲獎 |
| 第10屆亞洲電影大獎           | 最佳男配角       | 《踏血尋梅》 | 提名 |

### 舞台劇獎項
- 第15屆香港舞台劇獎最佳男配角(喜/鬧劇)：《芳草校園》中英劇團

## 相關網站
- 第六屆香港文學節 （页面存档备份，存于）
- 白只的新浪微博
- 白只白只的Facebook專頁
- 白只的Facebook專頁
- 白只在香港影庫上的簡介
- 朱凌凌網頁
- 朱凌凌yahoo blog （页面存档备份，存于）
- Juicyning Jn的Facebook專頁
- juicyning朱凌凌的X（前Twitter）
- YouTube上的ssrssr頻道
- 朱式会社的Facebook專頁